# Ichneumon croceatorius
Ichneumon croceatorius là một loài tò vò trong họ Ichneumonidae.